# مفروضات حسابداری
مفروضات حسابداری (به انگلیسی: Accounting assumptions) به فرض‌های اولیه‌ای گفته می‌شود که بنیان اصول حسابداری، استانداردهای حسابداری و روش‌های حسابداری را شکل می‌دهند. این مفروضات عبارتند از:
- فرض تفکیک شخصیت
- فرض دوره زمانی
- فرض تداوم فعالیت
- فرض واحد اندازه‌گیری

این مفروضات در قالب مبانی نظری استانداردهای حسابداری ایران و بر اساس شرایط اقتصادی و مناسبات حقوقی کشور به‌عنوان 'مفروضات حسابداری' (بدون قید محیطی) برشمرده شده‌اند.

## فرض تفکیک شخصیت
فرض تفکیک شخصیت یکی از اساسی‌ترین مفروضات حسابداری می‌باشد. زیرا این فرض به هر واحد اقتصادی (اعم از اینکه دارای شخصیت حقوقی یافاقد آن باشد) به عنوان یک واحد مستقل از مالک یا مالکان آن و نیز جدا از موسسات دیگر نگاه می‌کند. با این فرض هر مؤسسه یک شخصیت حقوقی مستقل فرض شده که می‌تواند دارایی تحصیل نموده، بدهی و هزینه تعهد و درآمد نیز تحصیل نماید. بر مبنای این فرض، مطالبات و دیون شخصی صاحبان واحد تجاری به اشخاص ثالث، جزء منابع تعهدات واحد تجاری محسوب نمی‌گردد اگر چه در شرکت‌های تضامنی و مؤسسات انفرادی با اینکه شخصیت شرکت یا مؤسسه، مستقل از شخصیت مالک یا مالکان آن می‌باشد اما از نظر قانونی این تفکیک وجود ندارد و بستانکاران این گونه مؤسسات می‌توانند طلب خود را از داراییهای مؤسسه یا اموال شخصی صاحبان سرمایه وصول نمایند… و

## فرض تداوم فعالیت
در حسابداری فرض بر این است که یک واحد اقتصادی برای یک مدت طولانی و قابل پیش‌بینی به فعالیت خود ادامه می‌دهد.
- بر اساس این فرض داراییها و بدهی‌ها به جاری و بلند مدت تقسیم می‌شود.
- فرایند اندازه‌گیری در حسابداری از قبیل ثبت داراییها به بهای تمام شده به جای ارزش جاری متأثر از فرض تداوم فعالیت می‌باشد.
- فرض تدام فعالیت به دنبال فرض تفکیک شخصیت مطرح می‌شود.

## فرض دوره مالی
نتایج واقعی عملیات یک واحد تجاری را تنها در زمان تسویه، یعنی خاتمه عملیات آن می‌توان تعیین کرد. از طرف دیگر، بستانکاران، اعتبار دهندگان و اشخاص ذینفع نمی‌توانند تا تاریخ انحلال، از نتایج آن بی‌خبر باشند. از این رو عمر واحد تجاری به دوره‌های زمانی مساوی تقسیم می‌شود که هر دوره را اصطلاحاً (دوره حسابداری) گویند. دوره مالی ممکن است سه‌ماهه، شش‌ماهه یا یکساله باشد. هر دوره مالی را که دوازده ماه طول بکشد اصطلاحاً سال مالی گویند.

## فرض واحد اندازه‌گیری
برای اندازه‌گیری هر ویژگی یا کیفیت، در نگاه اول به یک واحد نیاز می‌باشد. مثلاً واحد اندازه‌گیری طول متر، وزن کیلوگرم، انسان نفر، زلزله ریشتر و… می‌باشد. در حسابداری نیز «پول» به عنوان واحد اندازه‌گیری مبادلات فرض شده‌است.
کلیه مبادلاتی که توسط حسابداران در دفاتر یا صورت‌های مالی منعکس می‌گردد، معرف حجم یا مقدار نمی‌باشد بلکه تنها بهای آن‌ها را نشان می‌دهند. به‌طور کلی وقایعی که با پول اندازه‌گیری نمی‌شوند و فاقد جنبه مالی می‌باشند در دفاتر و صورتحسابها منعکس نمی‌گردند. مثلاً روحیه کارکنان، کارایی مدیریت، رقابتهای بازار و… در صورتهای مالی منعکس نمی‌گردند.
</ref>